# アンドリアン・ニコラエフ

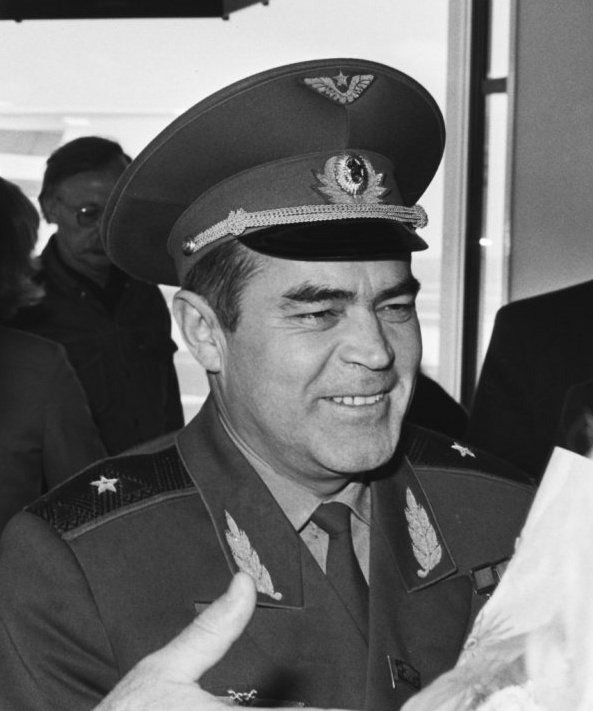
アンドリアン・ニコラエフ

アンドリアン・グリゴリビッチ・ニコラエフ（Andriyan Grigoryevich Nikolayev、チュヴァシ語: Андриян Григорьевич Николаев、1929年9月5日 - 2004年7月3日）は、ソビエト連邦のチュヴァシ人（テュルク系）の宇宙飛行士。

## 概要
ニコラエフはボストーク3号とソユーズ9号で2度の宇宙飛行を行った。これらの飛行での彼のコールサインはファルコン（ロシア語: Со́кол）だった。両方の飛行で、軌道上への滞在時間の最高記録を更新した。また、ボストーク2号とソユーズ8号ではバックアップを務めた。1969年1月22日、ニコラエフはソビエト連邦軍の大尉ヴィクトル・イリーインがレオニード・ブレジネフを狙った暗殺事件から生き延びた。
ニコラエフは、1962年8月に宇宙から初めてテレビ放送を行った人物でもある。ボストーク3号では、ボストーク4号のパベル・ポポビッチとともに初めてデュアルフライトを行った。
宇宙飛行の初期には、養成中の宇宙飛行士を独房に入れて、どれだけ長い間孤独に耐えられるかを見ることが普通に行われた。多くの者が精神に異常をきたしたが、ニコラエフだけは最長の4日間を耐え抜き、鉄人として知られるようになった。
1963年11月3日、ボストーク6号で女性として初めて宇宙を訪れたワレンチナ・テレシコワと結婚し、一人娘エレナを儲けたが、1982年に離婚した。なお、エレナは長じて医学博士となった。
ニコラエフは2度のソ連邦英雄やレーニン勲章のほか、様々なメダルや外国の勲章を受章している。月のクレーターニコラエフには、彼の名前が付けられている。
2004年、ニコラエフはチュヴァシ共和国の首都チェボクサルで心筋梗塞のために死去したが、後にスキャンダルが起こった。モスクワに住む彼の娘はスターシティの墓地に埋葬することを希望したが、チュヴァシ共和国大統領ニコライ・フョードロフは葬儀の後ニコラエフを出身地のショルシェリに埋葬してしまった。しかしチュヴァシ共和国には肉親は誰も住んでいないため、スターシティに遺骨を移す計画が進行中である。